# Ataque aéreo a Granai
32° 37′ 19,2″ N, 62° 26′ 06″ L
O ataque aéreo a Granai, às vezes chamado de massacre de Granai, refere-se à morte de um grande número de afegãos civis, principalmente crianças, incluindo as mulheres, por aviões militares americanos em 4 de maio de 2009, na aldeia de Granai (às vezes soletrado Garani ou Gerani) na Província de Farah, no sul de Herat, no Afeganistão. Os militares dos EUA admitiram que houve erros significativos  na execução dos ataques aéreos. Eles disseram que, "a incapacidade de discernir a presença de civis e evitar ou minimizar danos colaterais que acompanham resultou em consequência não intencional de vítimas civis".